# Cheiracanthium falcatum
Cheiracanthium falcatum es una especie de arañas araneomorfas de la familia Eutichuridae.

## Distribución geográfica
Es endémica de Taiwán.